# Nada Pop-Jordanowa
Nada Pop-Jordanowa (mac. Нада Поп-Јорданова, ur. 17 marca 1947 w Skopju) – macedońska psycholog i pediatra. 
Urodziła się w Skopje, tam też ukończyła szkołę podstawową i średnią, a także średnią szkołę muzyczną w klasie skrzypiec. W 1970 roku ukończyła studia medyczne na Uniwersytecie Świętych Cyryla i Metodego w Skopju. Po stażu lekarskim przez rok pracowała jako woluntariuszka w Instytucie Zdrowia Psychicznego dla Dzieci i Młodzieży. W 1972 roku została zatrudniona w Klinice pediatrycznej, w 1977 uzyskała specjalizację z pediatrii. W 1982 roku ukończyła studia psychologiczne. W 1983 obroniła rozprawę doktorską „Czynniki psychologiczne w idiopatycznej otyłości dzieci szkolnych” pod kierunkiem prof. Vasko Doneva. W 1984 roku została docentem, a w 1996 roku uzyskała tytuł profesora. 
Zainteresowania naukowe Nady Pop-Jordanowej dotyczyła medycyny psychologicznej i psychosomatyki. Opublikowała około 400 artykułów naukowych Odbyła liczne staże naukowe: w Wiedniu (1988), Sofii (1988), Zagrzebiu (1989, 1990), Nowym Sadzie (1989), Belgradzie (1991), Tokio (2000) oraz Imperial College w Londynie (2003). W roku akademickim 1992-93 przebywała jako profesor wizytujący na Uniwersytecie w Lozannie (Centre Hospitalier Universitaire Vaudois).
W 1995 roku brała udział w tworzeniu Zakładu Psychofizjologii, kierowała nim do przejścia na emeryturę w 2011 roku. 